# Собичевский сельский совет (Шосткинский район)
Собичевский сельский совет (укр. Собичівська сільська рада) — входит в состав
Шосткинского района
Сумской области
Украины.
Административный центр сельского совета находится в 
с. Собичево
.

## Населённые пункты совета
- с. Собичево